# (189948) Richswanson
(189948) Richswanson est un astéroïde de la ceinture principale.

## Description
(189948) Richswanson est un astéroïde de la ceinture principale. Il fut découvert le 16 octobre 2003 à l'Observatoire Junk Bond par David Healy. Il présente une orbite caractérisée par un demi-grand axe de 3,12 UA, une excentricité de 0,24 et une inclinaison de 8,8° par rapport à l'écliptique.

## Compléments